# Dubbelmordet i Mälarhöjden
Dubbelmordet i Mälarhöjden var ett uppmärksammat mord som inträffade den 26 maj 2022 i Mälarhöjden i Stockholms kommun, då en 43-årig kvinna och hennes 6-åriga son knivhöggs till döds av kvinnans bror.

## Händelseförlopp
Den 26 maj 2022 tog en 41-årig man en taxi från sin bostad i Uppsala, till sin syster i Mälarhöjden utanför Stockholm. Kort efter att han anlände till huset knivhögg han sin syster och hennes 6-åriga son som senare avled till följd av skadorna. Ytterligare ett barn som befann sig i huset lyckades fly till familjens grannar vilka kort därefter kunde larma polisen. Efter dådet lämnade mannen brottsplatsen i en taxi, och åkte till en livsmedelsaffär i anslutning till Mälarhöjdens tunnelbanestation, där han köpte en flaska vatten, som vittnen senare såg honom använda för att tvätta bort blod från sina händer.
Kort därefter kunde mannen gripas av polis med hjälp av vittnesmålet samt att det överlevande barnet som lyckades fly från brottsplatsen kunde identifiera honom.

## Rättsprocessen
Den 41-åriga mannen frihetsberövades samma dag som mordet inträffade och anhölls misstänkt för mord samt grovt barnfridsbrott. Bakgrunden till att mannen anhölls för grovt barnfridsbrott var att åklagaren ansåg att morden bevittnades av det andra barnet som senare lyckades fly.
Den 6 februari 2023 dömdes 41-åringen av Södertörns tingsrätt för två fall av mord på den 43-åriga kvinnan och hennes 6-åriga son, men friades från grovt barnfridsbrott då rätten inte ansåg att barnet som bevittnade mordet kunde anses som närstående till gärningsmannen. 
Södertörns tingsrätt ansåg att straffrätten för vart och ett av morden uppnår till livstidsfängelse, men efter ett utlåtande av Rättsmedicinalverket framkom det att mannen ansågs lida av en allvarlig psykisk störning när brottet begicks och kunde således inte dömas till fängelse. Påföljden blev därför rättspsykiatrisk vård med särskild utskrivningsprövning.